# Andrej Lugovoj
Andrej Konstantinovič Lugovoj (rusky Андрей Константинович Луговой; * 19. září 1966, Baku, Sovětský svaz) je ruský politik, podnikatel a bývalý pracovník KGB.

## Dětství v Československu
Narodil se jako syn velitele sovětské armády, v době okupace Československa rodina přesídlila do Milovic, kde Andrej Lugovoj strávil několik let. 

## KGB a privátní bezpečnostní služba
Lugovoj vystudoval vojenskou akademii v Moskvě a poté pracoval v 9. správě KGB, která zajišťovala ochranu ústavních činitelů. Pět let působil jako nižší a poté vyšší velitel tzv. Kremelského pluku. V roce 1991 byl přeložen do Federální ochranné služby Ruské federace. Tam zajišťoval bezpečnost významných osobností, jako byl premiér Jegor Gajdar, vedoucí úřadu prezidenta Sergej Filatov nebo ministr zahraničních věcí Andrej Kozyrev.
Po odchodu v roce 1996 pracoval v privátní bezpečnostní agentuře. Několik let vedl ochranku soukromé televize ORT, kterou tehdy kontrolovali Boris Berezovskij a Arkadij Patarkacišvili. V roce 2004 byl ruským soudem odsouzen k dvěma měsícům vězení, za účast v útěku jednoho z obviněných v kauze Aeroflot, v níž si roku 2001 vedení společnosti Aeroflot ve spojení Borisem Berezovským přisvojilo 252 milionů dolarů z účtů společnosti.[zdroj?]

## Obvinění z otravy Alexandra Litviněnka
V polovině října 2006 odletěl do Londýna, kde se následně společně s dalším bývalým agentem KGB a dlouholetým přítelem Dmitrijem Kovtunem několikrát sešel s Alexandrem Litviněnkem, který byl krátce po setkání hospitalizován a 23. listopadu zemřel na otravu poloniem. V květnu 2007 britská policie obvinila Lugového z vraždy a Británie oficiálně požádala ruskou vládu o jeho vydání. Ruská ústava však zakazuje vydávat ruské občany cizím úřadům.
Podle tvrzení Lugového pro ruský deník Kommersant zahájila ruská prokuratura vlastní vyšetřování smrti Litviněnka, ale britské úřady údajně odmítly spolupracovat, odmítly umožnit výslechy svědků a nepředaly informace o způsobu smrti Litviněnka. Sám Lugovoj na tiskové konferenci v Moskvě jakoukoliv vinu odmítl a prohlásil, že za smrt Litviněnka (a řady dalších osob ze svého okolí) je zodpovědný Boris Berezovskij.

## Politická kariéra
V září 2007 Vladimir Žirinovskij oznámil, že Lugovoj bude kandidovat v parlamentních volbách za krajně pravicovou a populistickou Liberálně demokratickou stranu Ruska. V prosinci 2007 byl za tuto stranu zvolen poslancem Státní dumy.
V březnu 2015 mu ruský prezident Putin udělil medaili Za služby vlasti (За заслуги перед Отечеством).

## Rodina
V říjnu 2012 se ve vsi Abrau-Durso oženil s třiadvacetiletou studentkou Xenií.